# Country-Pizza-Girls
Country-Pizza-Girls ist eine pornografische Filmkomödie aus den USA. In dem Film der Regisseure Bob Chinn und Damon Christian aus dem Jahr 1978 spielen Desiree Cousteau und John Holmes die Hauptrollen.

## Handlung
Der „Pizza-Mann“ betreibt eine neue Pizzeria in San Francisco. Ihm zur Seite stehen drei Pizza-Girls, die – bekleidet in Hot-Pants und knappen Blusen – auf ihren Skateboards die Pizzen ausliefern. Die Handlung des Films setzt beim „Vorstellungsgespräch“ eines vierten Pizza-Girls ein. Die naive Ann Chovy kommt aus der Provinz und sucht einen Job in der Stadt. Der Pizza-Mann zeigt ihr, was von seinen Lieferantinnen erwartet wird. Denn der Lieferservice umfasst nicht nur das Liefern der bestellten Pizza, sondern auch Geschlechtsverkehr mit dem Kunden.
Der Pizza-Laden versucht nun, sein Auslieferungsgebiet zu vergrößern und dringt dabei in das Revier der Hähnchenbrater vor. Die Hähnchenbrater beauftragen daraufhin den Privatdetektiv Inspector Blakey  mit der Zerschlagung der Konkurrenz. Dabei stellt er sich jedoch recht ungeschickt an. Ann Chovy und Inspector Blakey leben in einer Wohnungsgemeinschaft und kommen sich näher. Sie werden ein Paar.
Weil Ann Chovy nicht weiter diesen Beruf ausüben möchte, wo sie nun einen festen Freund hat, möchte sie kündigen. Ein neues Problem tut sich auf: Ein riesiges Huhn „vergewaltigt“ nach und nach die drei anderen Pizza-Girls. Ann ist bereit, bei der Suche nach diesem berüchtigten „San-Francisco-Nacht-Huhn“ zu helfen, das schon länger sein Unwesen in der Stadt treibt und alle Konkurrenz der Hühner-Bräter vertreibt.
Die Suche bleibt zunächst ohne Erfolg. Die Auftraggeber Blakeys, die selbst mehrfach eine „Pizza“ bestellten, werden von diesem erpresst und müssen 10.000 Dollar zahlen, damit er sie nicht verrät. Er kauft sich ein Auto und holt Ann Chovy ab. Beide verlassen die Stadt. Ab diesem Moment ist auch das Huhn verschwunden.